# Wildpark Frankfurt (Oder)
Koordinaten: 52° 21′ 2″ N, 14° 27′ 49,2″ O
Der Wildpark Frankfurt (Oder) ist ein Wildpark im Stadtwald im Ortsteil Rosengarten der Stadt Frankfurt (Oder) auf etwa 16 ha parkähnlichem Gelände.

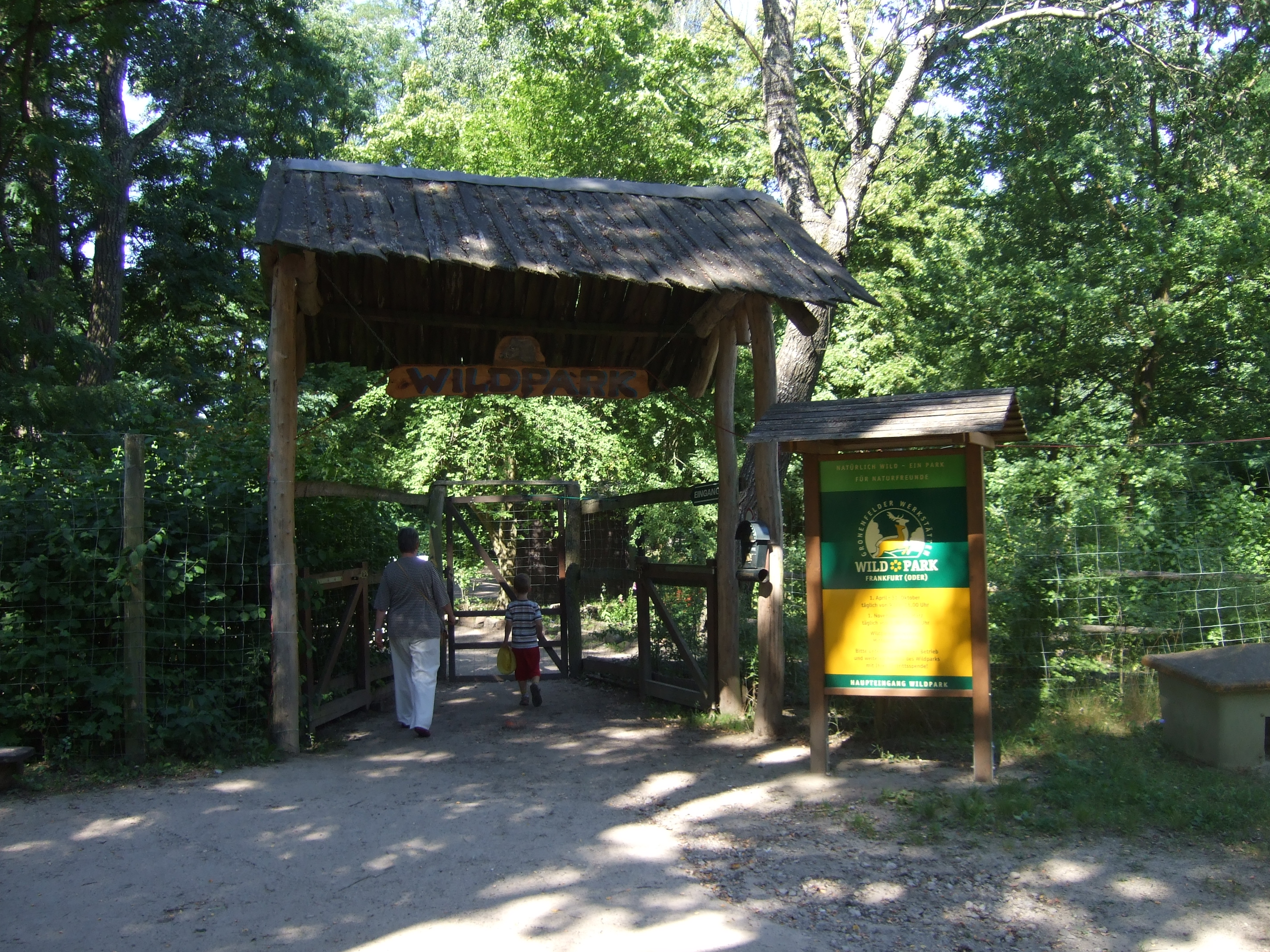
Eingang zum Wildpark.

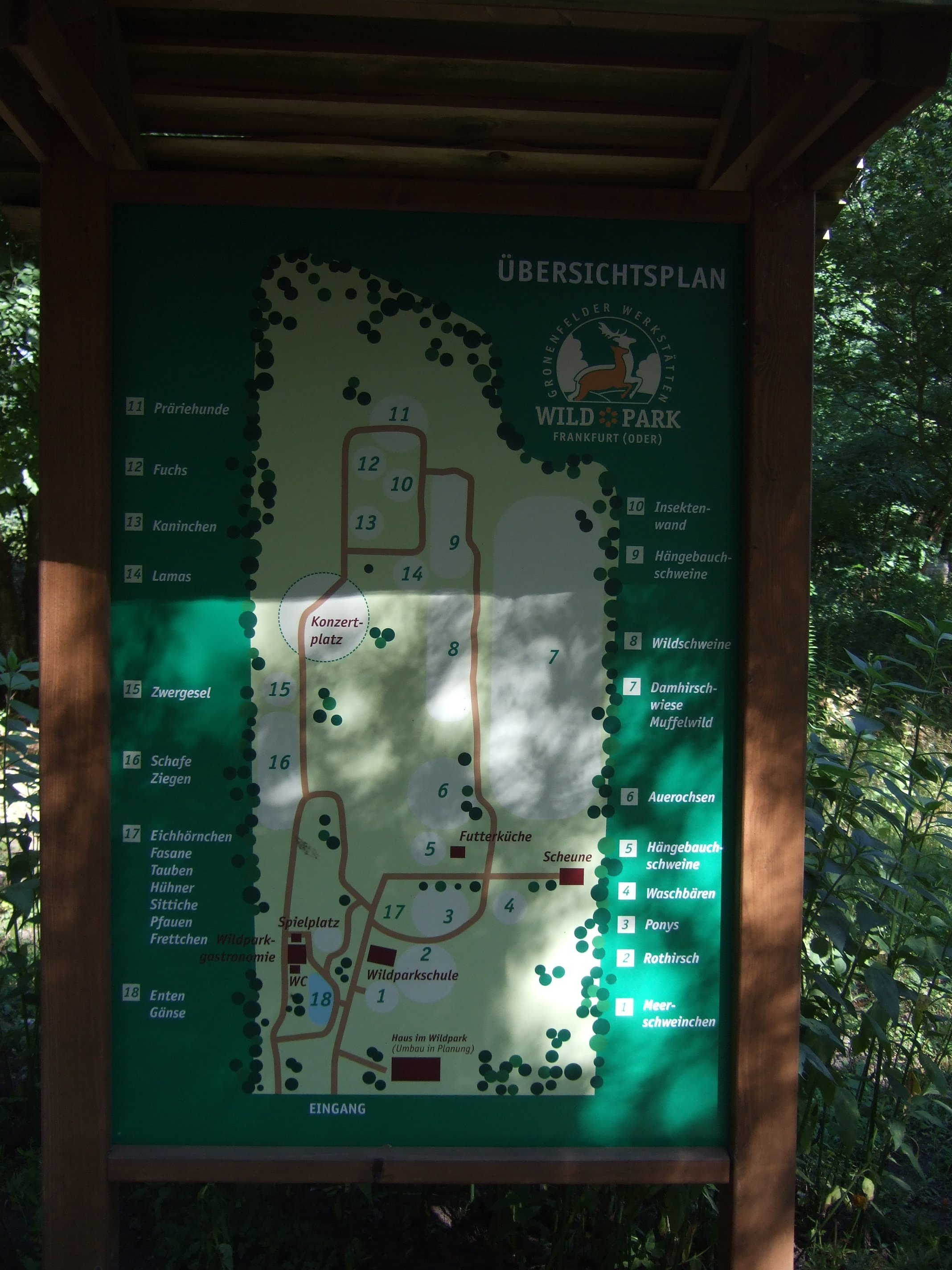
Übersichtsplan des Wildparks.

Durch die Stadt Frankfurt wird der Park nur durch einen Zuschuss von 9.000 Euro jährlich sowie einer anteiligen Finanzierung der Lohnkosten des Leiters des Parkes unterstützt.

## Tiere und Pflanzen
Viele Tierarten bewegen sich frei im Wildpark. Notwendige Gehege sind unter naturnahen Bedingungen großräumig, tier- und artgerecht angelegt. Außerdem ist eine Teichlandschaft, ein Streichelgehege und eine kleine Imkerei vorhanden.
| - Heckrind - Damhirsch - Eichhörnchen - Ente - Europäischer Mufflon - Fasan - Frettchen - Fuchs - Gänse - Hängebauchschwein - Haushuhn - Insekten - Kaninchen | - Ponys - Lamas - Meerschweinchen - Pfau - Präriehunde - Rothirsch - Schafe - Papageien - Tauben - Waschbär - Wildschwein - Zwergziegen - Zwergesel |

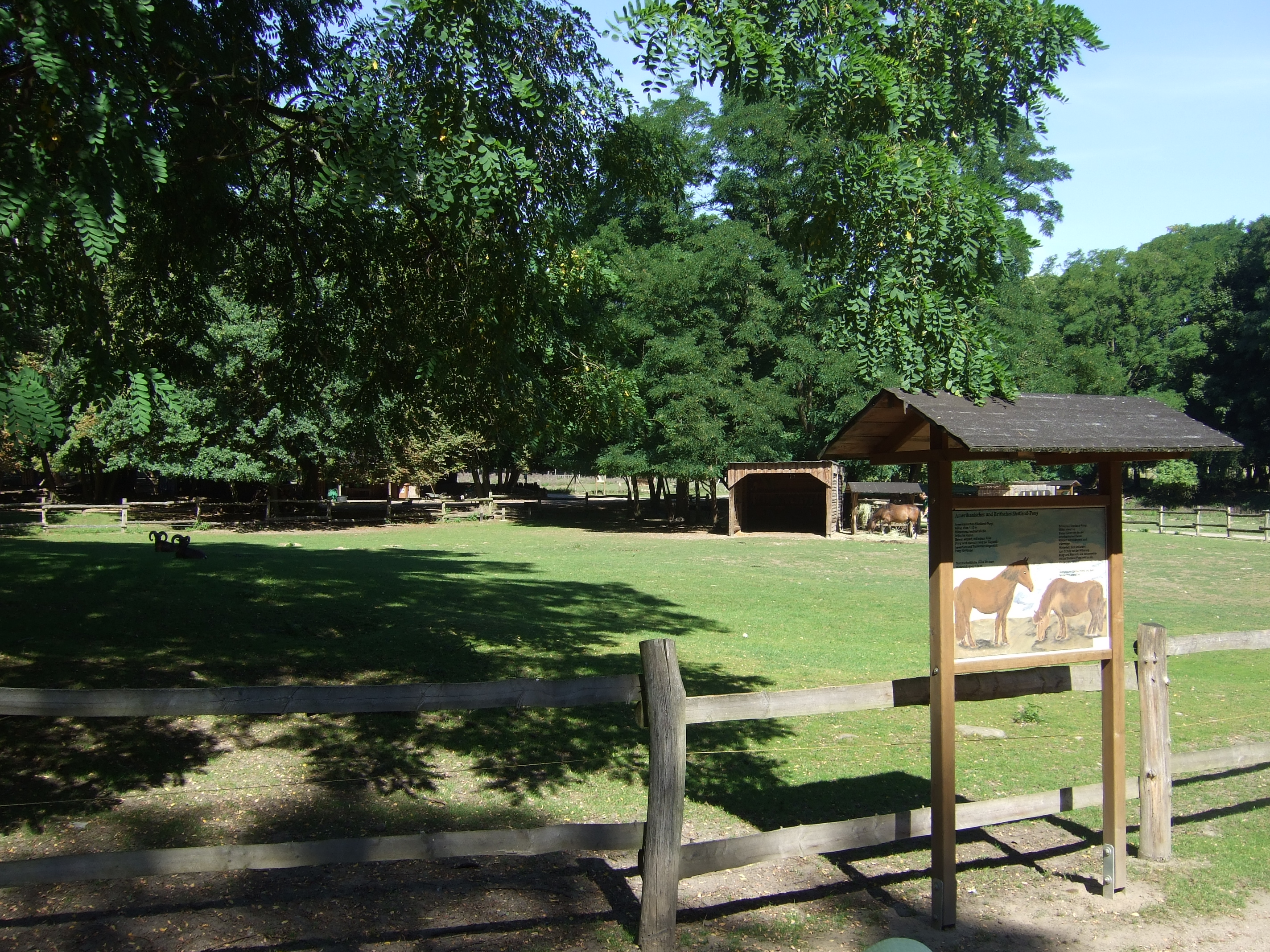
Gehege im Wildpark
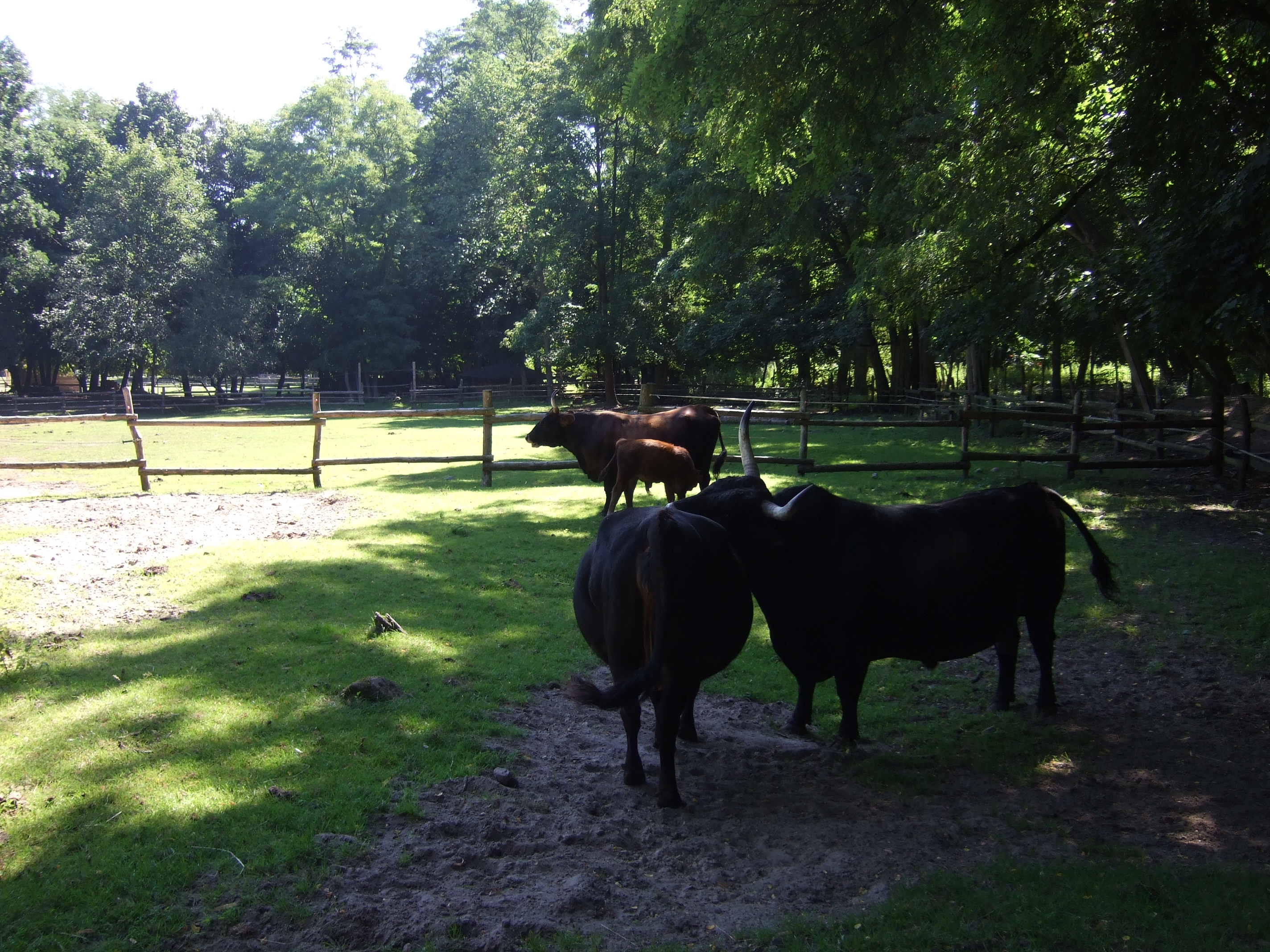
Heckrinder (Abbildzüchtung des Auerochsen) im Wildpark
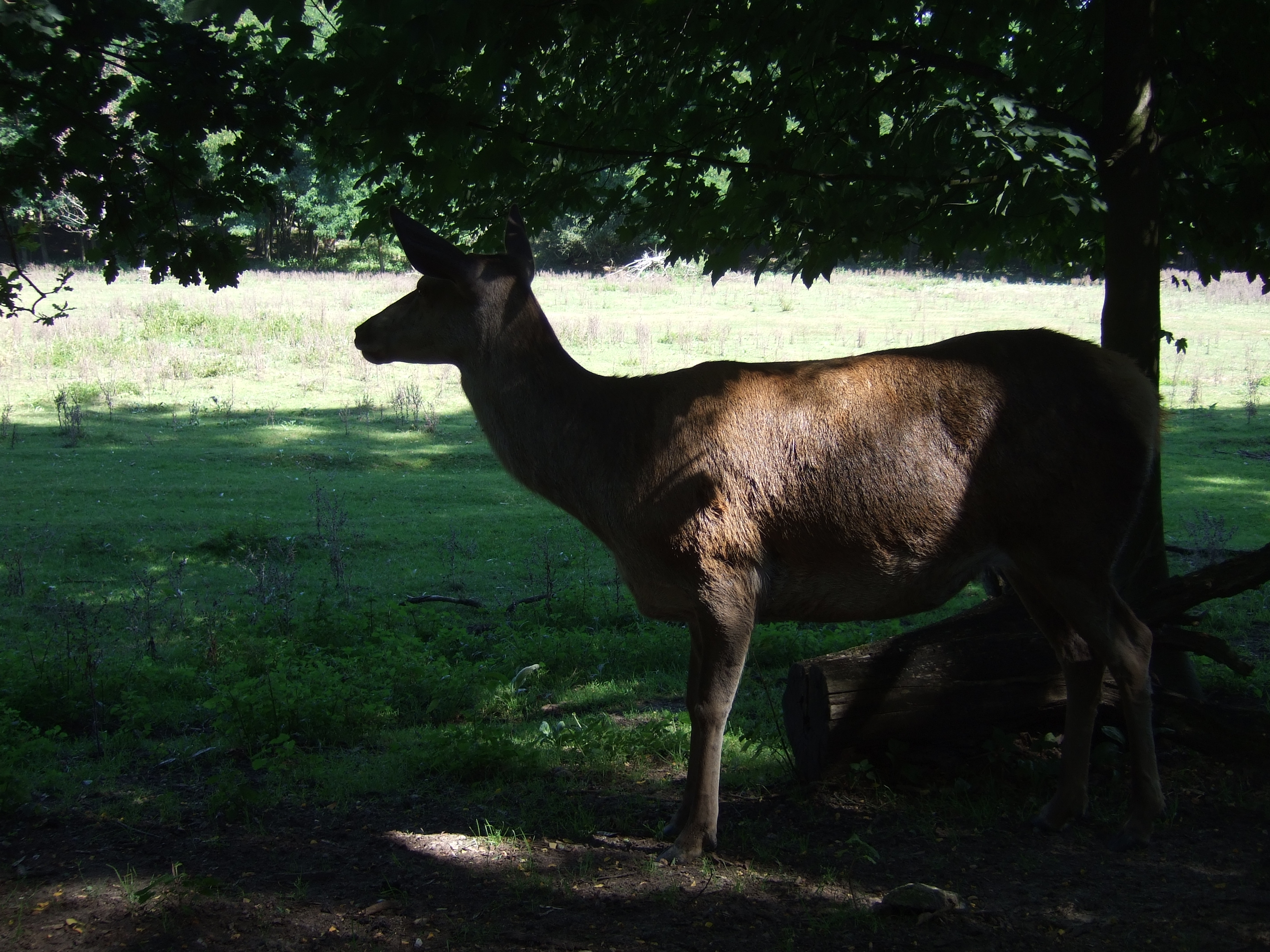
Rothirsch im Wildpark
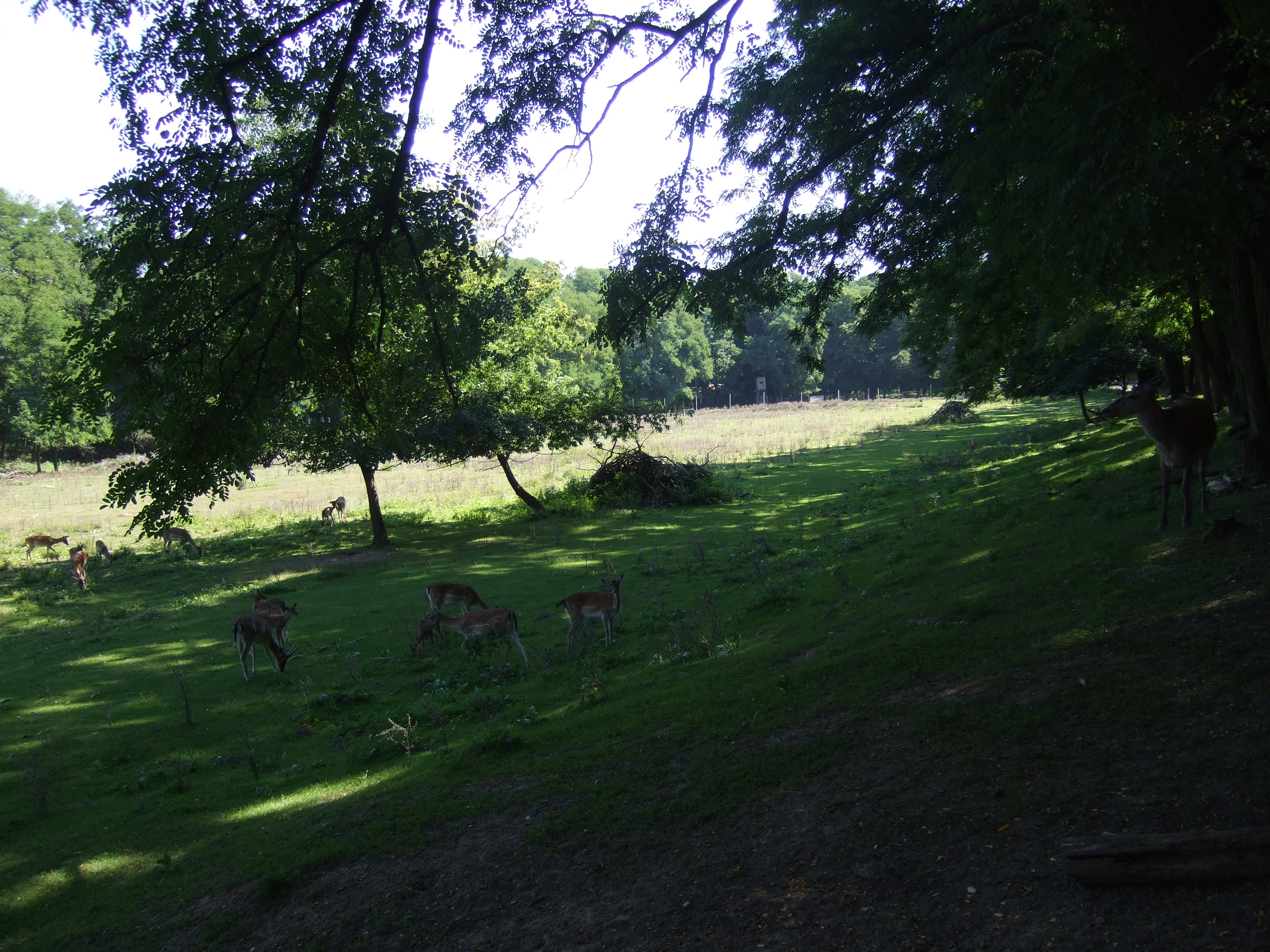
Damwild und Rothirsch frei im Wildpark herumlaufend

## Geschichte
1880 wurde auf dem Gelände ein Schießplatz der Grenadierkaserne der kaiserlichen deutschen Armee eingerichtet. Nach 1945 bis 1994 wurde der Schießplatz von der Gruppe der Sowjetischen Streitkräfte in Deutschland genutzt. Es gab zudem Schweineställe und ein Gewächshaus. Nach 1994 lag das Gelände brach und verwilderte schnell. Es wurden militärische Altlasten wie zum Beispiel Blindgänger vermutet. Das Gelände wurde vom 1. Juli 1999 gegründeten Förderverein Wildpark Frankfurt (Oder) e.V. unter Mithilfe des Internationalen Bundes in einen Wildpark umgewandelt. Im September 1999 wurden im inzwischen beräumten, renaturierten und eingezäunten Wildpark-Gelände die ersten Tiere angesiedelt: etwa 40 Damhirsche und drei Wildschweine. Die offizielle Eröffnung fand am 1. Juni 2000 statt. Seit Januar 2006 sind die Gronenfelder Werkstätten gGmbH Träger und Betreiber des Wildparks.